# Schlacht von Valentia
Baetis – Lauron – Valentia – Italica – Sucro – Saguntum – Osca
Die Schlacht von Valentia fand 75 v. Chr. im heutigen Spanien, nahe Valentia, zwischen den römischen Feldherren Pompeius und dem Legaten von Quintus Sertorius, Marcus Perpenna im Zuge des Bürgerkriegs zwischen Marius’ und Sullas Unterstützern statt. Sertorius war der letzte Unterstützer Marius’, der Rom noch Widerstand leistete.
Der Konflikt zwischen den Sullanern und Marianern in Spanien und Nordafrika von 80 bis 72 v. Chr. wird auch als der Sertorianische Krieg bezeichnet.

## Vorgeschichte
Während des Bürgerkriegs 87–84 v. Chr. kämpfte Quintus Sertorius für die Marius-Fraktion gegen Sulla, mit der er sich jedoch noch während des Krieges zerstritt. Daraufhin wurde er im Jahr 83 v. Chr. als Statthalter auf die Iberische Halbinsel geschickt, wo er erfolgreich die Stämme Hispaniens an sich band. Jedoch verlor die Fraktion rund um Marius, an die sich Sertorius immer noch gebunden fühlte, den Krieg gegen Sulla in Italien und Sulla entsandte 82 v. Chr. eine Armee unter Gaius Annius, die ihn von der iberischen Halbinsel vertrieb.
Im Jahre 80 v. Chr. landete Sertorius erneut in Hispania, schlug eine römische Armee in der Schlacht am Baetis und warf wiederholt Armeen unter dem Kommando von Konsul Metellus aus Rom zurück, woraufhin der Senat 76 v. Chr. Pompeius entsandte, um Sertorius zu besiegen.
Im selben Jahr erreichte Sertorius Verstärkung in Form von Marcus Perpenna, der ihm die Überreste des Heeres einer neuen Revolte aus den Vorjahren, unter Marcus Aemilius Lepidus, den Rebellenkonsul von 78 v. Chr., brachte. So bestärkt beschloss Sertorius, zu versuchen, die spanische Ostküste einzunehmen.  Das erste Ziel der Offensive von Sertorius war die Stadt Lauron, um Pompeius, der im Norden die Pyrenäen überquert hatte, von Metellus im Süden zu trennen. Es kam zur Schlacht von Lauron, erst die Ankunft von Metellus und seiner Armee hinderte Sertorius daran, Pompeius’ Lager zu besiegen. Da Sertorius nicht bereit war, gegen zwei Armeen zu kämpfen, zog er sich zurück.
75 v. Chr. beschloss Sertorius, sich auf Metellus zu konzentrieren und den angeschlagenen Pompeius seinen Legaten Perpenna und Herennius zu überlassen. Während Metellus durch das Zentrum Spaniens zurückzog und dabei von Sertorius verfolgt wurde, marschierte Pompeius erneut mit seinen Legionen nach Süden in Richtung der Ebene von Valentia. Diesmal stieß er auf keinen ernsthaften Widerstand, bis er Valentia selbst erreichte. Hier fand er Herennius und Perpenna vor, die die Linie des Flusses Turia hielten.

## Verlauf
Perperna und Herrenius entschieden sich, offenbar unter dem Eindruck, Pompeius in einer offenen Schlacht besiegen zu können, zu kämpfen. Sie kämpften an einer Engstelle zwischen dem Fluss Turia und der Stadtmauer von Valentia. Das Schlachtfeld verschaffte keiner Seite einen deutlichen taktischen Vorteil, so dass sich ein konventioneller Kampf zwischen Stärke, Moral und Ausdauer entwickelte. Pompeius’ Armee die aus kampferprobten Veteranen bestand, war ihren Gegnern überlegen und schlug sie in die Flucht, wobei viele sertorianische Soldaten im Fluss ertranken. Herennius selbst fiel in der Schlacht. Valentia wurde eingenommen und geplündert.

## Folgen
Die Sertorianer verloren etwa 10.000 Mann, Sertorius, der gegen Metellus ziehen wollte, musste nun stattdessen nach Osten eilen, um die Situation wiederherzustellen, und ließ einen weiteren seiner Legaten, Lucius Hirtuleius, gegen Metellus zurück.
Metellus besiegte Hirtuleius prompt in einer Schlacht in der Nähe der römischen Kolonie Italica. Metellus verfolgte ihn, um Sertorius nun von zwei Seiten unter Druck zu setzen und Pompeius im Süden zu unterstützen. Infolge dieser Ereignisse kam es zur Schlacht von Sucro, welche ohne klaren Sieger endete. Danach zog sich Sertorius ins Hinterland zurück und beschränkte sich auf Guerilla-Taktiken.
Der Krieg zog sich noch drei Jahre lang hin und endete nur, weil einige seiner eigenen Männer sich, aufgrund innerer Machtkämpfe, gegen Sertorius verschworen und ihn ermordeten. Daraufhin besiegte Pompeius die Überreste der sertorianischen Fraktion in der Schlacht von Osca.